# Luzsány
Luzsány (1899-ig Luzsánka, szlovákul: Šarišské Lužianky) Kajáta településrésze, korábban önálló község Szlovákiában, az Eperjesi kerület Eperjesi járásában.

## Fekvése
Eperjestől 9 km-re nyugatra, Kajátától délre alig 1 km-re, a Szinye-patak jobb partján fekszik.

## Története
A települést Kajáta lakói alapították még a 14. század előtt. 1335-ig az Aba nembeli Laczkó fia Domonkos birtoka. Miután Domonkos 1335-ben utód nélkül halt meg, a birtokot Károly Róbert király hívének, Drugeth Vilmosnak adta. Ez az adománylevél egyben a falu első említése is, melyben a település „possessionis Lusan” alakban szerepel. 1458-ban „Kyslwsan”, 1464-ben „Lusanka” néven szerepel okiratokban. Lakói főként mezőgazdasággal foglalkoztak.
A 18. század végén Vályi András így ír róla: „LUZSÁNKA. vagy Luzsánki. Sáros Várm. földes Ura a’ K. Kamara.”
Fényes Elek 1851-ben kiadott geográfiai szótárában így ír a faluról: „Luzsánka, puszta, Sáros vármegyében, Szinye fil. 154 kath. lak. F. u. Lánczy, Bertóty, s m.”
1920 előtt Sáros vármegye Eperjesi járásához tartozott.

## Népessége
1910-ben 122, túlnyomórészt szlovák lakosa volt.

## Nevezetességei

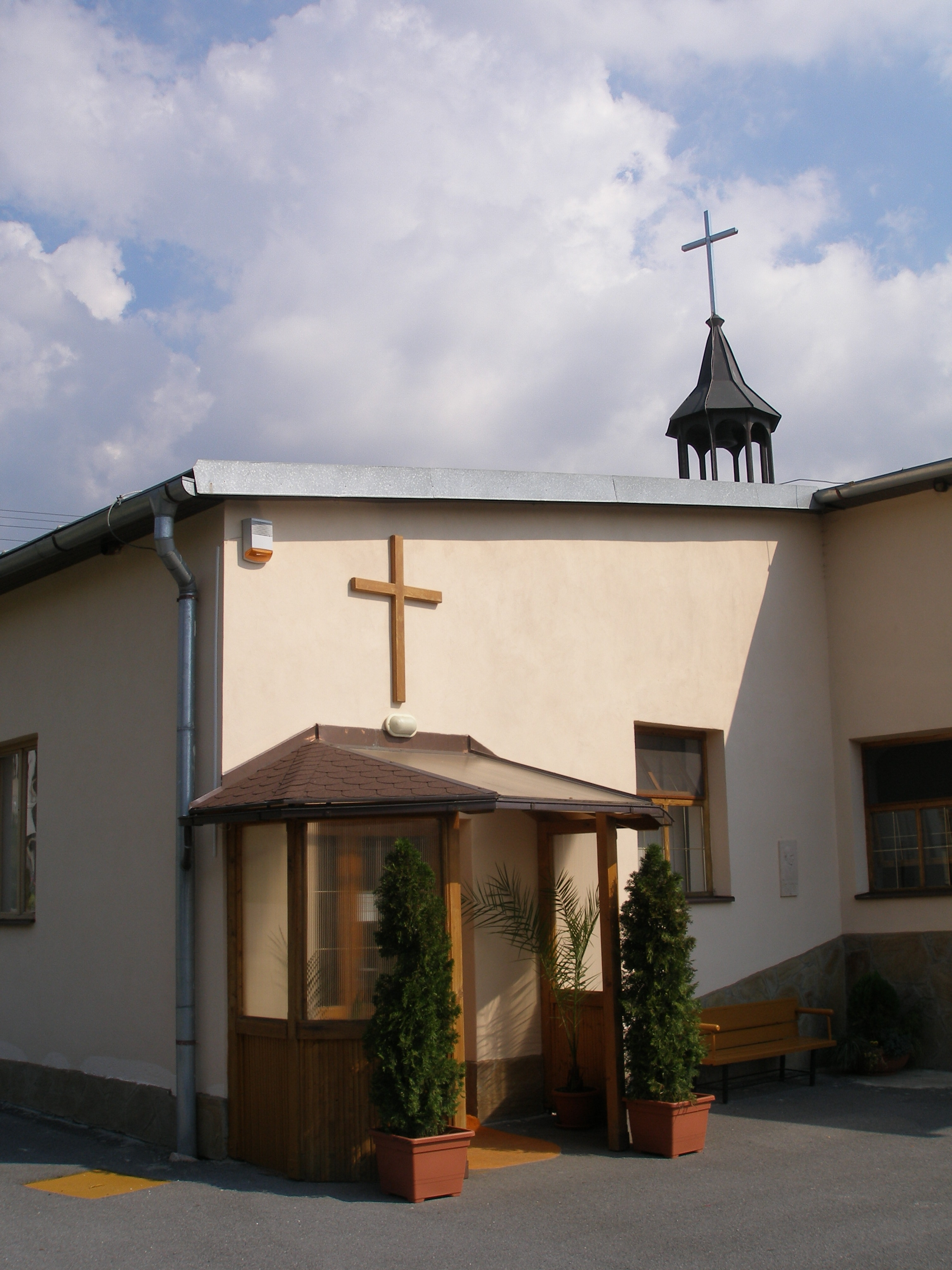
A templom

- Szent Péter és Pál apostolok tiszteletére szentelt, római katolikus kápolnája 1705-ben épült.

## Külső hivatkozások
- Luzsány Szlovákia térképén

## Lásd még
- Kajáta
- Kajátavölgy